# Felicia Feldt
Anna Felicia Hume (Felicia Feldt, Felicia Kreuger og Felicia Wahlgren, født 11. juli 1967) er en svensk manuskriptforfatter og forfatter. Hun blev kendt, da hun i 2012 udgav den selvbiografiske bog Felicia försvann.
Hun er datter af styrmand og kunstner Carsten Feldt og forfatter Anna Wahlgren samt halvsøster til professor i litteraturvidenskab Sara Danius.
Felicia Feldt er uddannet dramatiker og manuskriptforfatter. Hun blev sygeplejerske og arbejdede i plejesektoren et stykke tid, men er tilbage til forfatterskab og foredrag.
I januar 2012 udgav hun bogen Felicia forsvann, hvori hun udtrykte skuffelse over sin opvækst, moderens livsstil og opdragelsesmetoder. Blandt andet kritiserede hun sin mor for at udstille hendes barndom for alle og bogen stillede sig også kritisk over for moderens brug af alkohol og nye mænd, hvad der førte til et utrygt opvækstmiljø.
Felicia Feldt har fire børn. I et ungdomsforhold fik hun en datter (født 1985) og en søn (født 1988). Hun var 1992–1996 gift med Per Johansson (født 1955) og fik med ham en datter (født 1993). Fra 1996 til 2000 var hun gift med Martin Kreuger (født 1967 og broder til sangskriveren David Kreuger), med hvem hun fik en søn (født 1997). Endelig blev hun i 2012 gift med David Hume (født 1963), som er bestyrelsessuppleant i hendes firma Felicia Feldt AB.